# Stade sportif municipal El Mazo
Le Stade sportif municipal El Mazo (en espagnol : Estadio Municipal de Deportes El Mazo), est un stade omnisports (servant principalement pour le football) espagnol situé dans la ville de Haro, dans La Rioja.
Le stade, doté de 4 300 places et inauguré en 2002, sert d'enceinte à domicile à l'équipe de football du Haro Deportivo.

## Histoire
Le stade, dessiné par l'architecte de Fuenmayor Enrique Aranzubia Álvarez, est inauguré le 26 août 2004 lors d'une rencontre entre le Haro Deportivo et le Deportivo Alavés.
Le terrain de jeu est entouré d'une piste d'athlétisme.

## Galerie

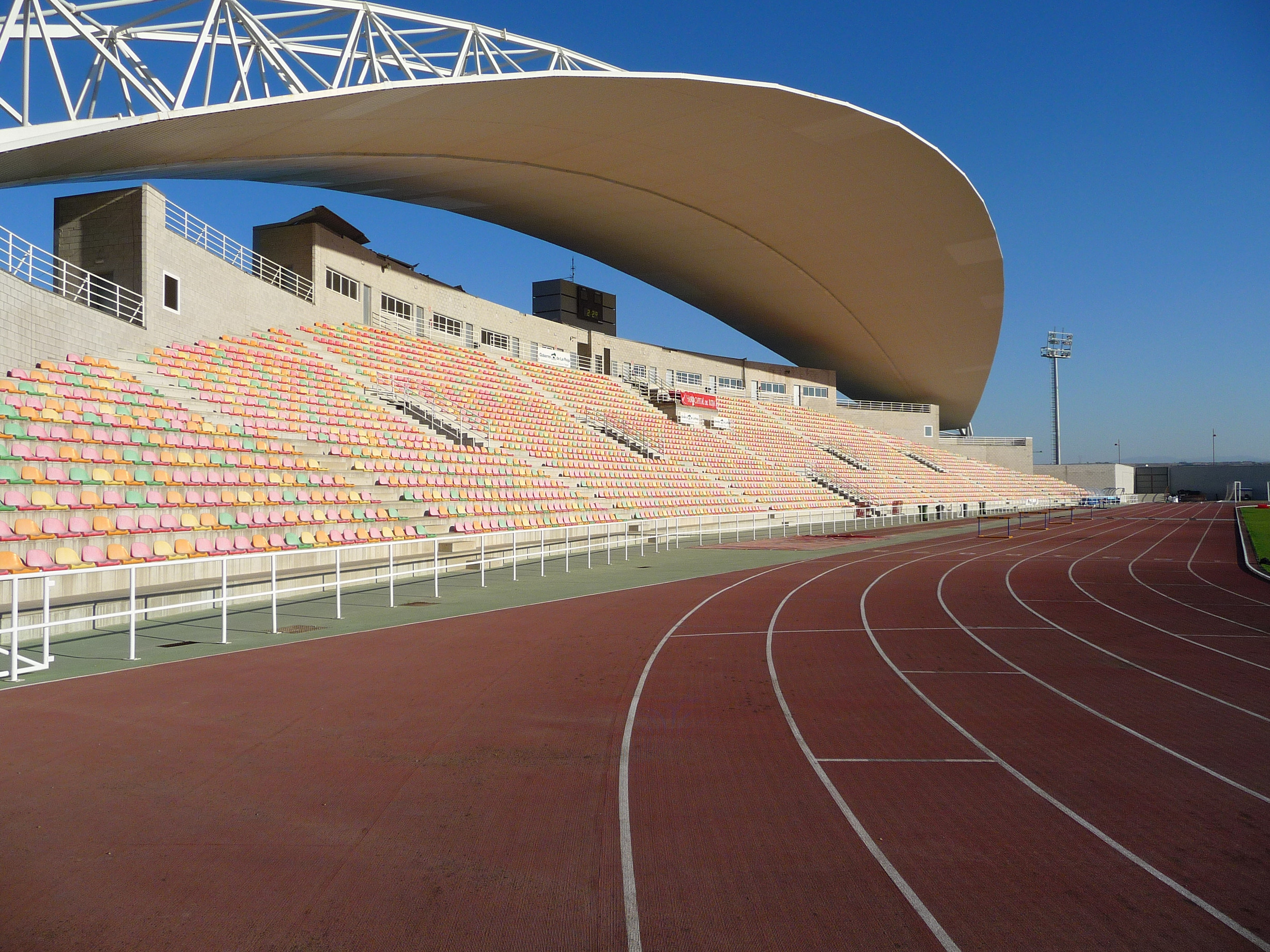
Gradins et piste d'athlétisme du stade